# ريوسوكي نيموتو
ريوسوكي نيموتو (باليابانية: 根本 亮助) (24 أغسطس 1980 في تسوروكا (ياماغاتا) في اليابان - )؛ هو لاعب كرة قدم ياباني سابق كان يلعب كمهاجم.

## وصلات خارجية
- ريوسوكي نيموتو على موقع رابطة كرة القدم اليابانية للمحترفين (اليابانية)
- ريوسوكي نيموتو على موقع قاعدة بيانات كرة القدم.إي يو (الإنجليزية)
- ريوسوكي نيموتو على موقع Soccerway.com (الإنجليزية)